# ララクリスティーヌ
ララクリスティーヌ（欧字名:La La Christine、2018年3月9日 - ）は、日本の競走馬。2023年の京都牝馬ステークスの勝ち馬である。
馬名の意味は、冠名＋人名より。

## 戦績

### デビュー前 - 2歳（2020年）
2019年の北海道サマーセールに上場され、フジイ興産（株）に1890万円で落札された。
2020年11月1日、京都競馬場第5レースの2歳新馬戦（芝1400m）にて、中井裕二を背にデビューし初勝利を収める。

### 3歳・4歳（2021年・2022年）
3歳シーズン初戦として1月16日の紅梅ステークスに出走し、ソングラインの2着。初の重賞挑戦で出走した3月14日のフィリーズレビューは14着に沈んだ。その後は条件クラスに戻り、4歳となった2022年2月に3勝クラスの雲雀ステークスを勝利し、オープン入り。2度目の重賞挑戦となった10月29日のスワンステークスは10番人気と余り期待されていなかったが、中団からよく伸びてダイアトニックに次ぐ2着に好走した。11月26日のキャピタルステークスで5勝目をマークする。

### 5歳（2023年）
5歳初戦として、2月18日に阪神競馬場で行われた京都牝馬ステークス（GIII）に出走。道中は好位の内を手応え良く追走し、直線で脚を伸ばして逃げ粘る1番人気のウインシャーロットをゴール寸前で交わし重賞初勝利を飾った。
5月14日に東京競馬場で行われたヴィクトリアマイルでは14着と大敗を喫した。その後8月13日の関屋記念では1番人気に推され、中団前方でレースを進めるも直線で伸びを欠き9着に敗退するが、10月28日のスワンステークスは好位からしぶとく脚を伸ばしてウイングレイテストの2着と好走した。暮れの阪神カップでは中団追走も直線伸びあぐねて7着に敗れて、5歳シーズンを終える。

### 6歳（2024年）
サウジアラビアに遠征し、引退レースとなった2月24日のG21351ターフスプリントでは道中中団待機から最後の直線で外から懸命に追い込んで2着に入った。3月14日付けでJRAの競走馬登録を抹消され、現役を引退。引退後は北海道浦河町のヒダカファームで繁殖牝馬となる。

## 競走成績
以下の内容は、JBISサーチ、netkeiba.comおよびサカブジョッキークラブの情報に基づく。
| 競走日     | 競馬場 | 競走名         | 格   | 距離（馬場）  | 頭 数 | 枠 番 | 馬 番 | オッズ （人気） | 着順 | タイム （上り3F） | 着差  | 騎手        | 斤量 [kg] | 1着馬（2着馬）         | 馬体重 [kg] |
| ---------- | ------ | -------------- | ---- | ------------- | ----- | ----- | ----- | --------------- | ---- | ----------------- | ----- | ----------- | --------- | ---------------------- | ----------- |
| 2020.11.01 | 京都   | 2歳新馬        |      | 芝1400m（良） | 18    | 5     | 9     | 016.00（7人）   | 01着 | R1:23.0（35.0）   | -0.2  | 0中井裕二   | 54        | （ルチェカリーナ）     | 452         |
| 2021.01.16 | 中京   | 紅梅S          | L    | 芝1400m（良） | 11    | 7     | 8     | 008.80（6人）   | 02着 | R1:21.1（35.6）   | -0.5  | 0中井裕二   | 54        | ソングライン           | 444         |
| 0000.03.14 | 阪神   | フィリーズR    | GII  | 芝1400m（良） | 18    | 6     | 11    | 012.10（6人）   | 14着 | R1:21.8（36.0）   | -1.1  | 0中井裕二   | 54        | シゲルピンクルビー     | 444         |
| 0000.07.31 | 新潟   | 3歳上1勝クラス |      | 芝1400m（良） | 18    | 4     | 8     | 007.20（3人）   | 01着 | R1:21.0（34.5）   | -0.0  | 0岩田望来   | 52        | （キャロライナリーパ） | 448         |
| 0000.10.02 | 中京   | 3歳上2勝クラス |      | 芝1400m（良） | 13    | 7     | 11    | 005.40（3人）   | 05着 | R1:20.8（34.2）   | -0.2  | 0中井裕二   | 53        | ブルースピリット       | 450         |
| 0000.10.23 | 新潟   | 寺泊特別       | 2勝  | 芝1600m（稍） | 11    | 7     | 9     | 004.40（2人）   | 01着 | R1:36.4（33.3）   | -0.0  | 0菅原明良   | 53        | （ヒメノカリス）       | 450         |
| 2022.01.15 | 小倉   | 壇之浦S        | 3勝  | 芝1800m（良） | 12    | 8     | 12    | 016.70（7人）   | 04着 | R1:46.5（35.1）   | -0.3  | 0中井裕二   | 53        | アリーヴォ             | 440         |
| 0000.02.12 | 東京   | 雲雀S          | 3勝  | 芝1400m（良） | 13    | 1     | 1     | 006.80（3人）   | 01着 | R1:21.1（34.0）   | -0.2  | 0菅原明良   | 53        | （オパールシャルム）   | 440         |
| 0000.08.28 | 新潟   | 朱鷺S          | L    | 芝1400m（良） | 18    | 8     | 18    | 020.20（8人）   | 02着 | R1:21.0（34.4）   | -0.0  | 0菅原明良   | 54        | ルプリュフォール       | 450         |
| 0000.10.29 | 阪神   | スワンS        | GII  | 芝1400m（良） | 18    | 2     | 3     | 031.1（10人）   | 02着 | R1:20.0（34.2）   | -0.2  | 0菅原明良   | 54        | ダイアトニック         | 450         |
| 0000.11.26 | 東京   | キャピタルS    | L    | 芝1600m（良） | 18    | 2     | 4     | 005.30（2人）   | 01着 | R1:32.5（33.9）   | -0.0  | 0菅原明良   | 54        | （トリプルエース）     | 450         |
| 2023.02.18 | 阪神   | 京都牝馬S      | GIII | 芝1400m（良） | 18    | 3     | 5     | 005.10（2人）   | 01着 | R1:20.4（33.5）   | -0.0  | 0菅原明良   | 55        | （ウインシャーロット） | 450         |
| 0000.05.14 | 東京   | ヴィクトリアM  | GI   | 芝1600m（良） | 16    | 4     | 8     | 022.40（6人）   | 14着 | R1:33.0（33.9）   | -0.8  | 0菅原明良   | 56        | ソングライン           | 450         |
| 0000.08.13 | 新潟   | 関屋記念       | GIII | 芝1600m（良） | 17    | 4     | 8     | 004.40（1人）   | 09着 | R1:32.8（33.6）   | -0.7  | 0菅原明良   | 55        | アヴェラーレ           | 456         |
| 0000.10.28 | 京都   | スワンS        | GII  | 芝1400m（良） | 18    | 7     | 15    | 010.90（6人）   | 02着 | R1:20.0（34.2）   | -0.1  | 0菅原明良   | 55        | ウイングレイテスト     | 456         |
| 0000.12.23 | 阪神   | 阪神C          | GII  | 芝1400m（良） | 17    | 6     | 12    | 010.90（5人）   | 07着 | R1:19.5（34.3）   | -0.2  | 0菅原明良   | 56        | ウインマーベル         | 452         |
| 2024.02.24 | KAA    | 1351ターフSP   | G2   | 芝1351m（GF） | 14    | 8     | 13    | 017.00（7人）   | 02着 | R1:17.98          | -0.10 | 0C.デムーロ | 55.6      | Annaf                  | 計不        |

## 血統表
| ララクリスティーヌの血統                 | ララクリスティーヌの血統                            | ララクリスティーヌの血統                    | （血統表の出典）                            | （血統表の出典）    |
| 父系                                     | サンデーサイレンス系                                | サンデーサイレンス系                        | サンデーサイレンス系                        | [ § 2 ]             |
| 父 ミッキーアイル 2011 鹿毛 北海道安平町 | 父の父ディープインパクト 2002 鹿毛 北海道早来町     | *サンデーサイレンス                         | Halo                                        | Halo                |
| 父 ミッキーアイル 2011 鹿毛 北海道安平町 | 父の父ディープインパクト 2002 鹿毛 北海道早来町     | *サンデーサイレンス                         | Wishing Well                                |                     |
| 父 ミッキーアイル 2011 鹿毛 北海道安平町 | 父の父ディープインパクト 2002 鹿毛 北海道早来町     | *ウインドインハーヘア                       | Alzao                                       | Alzao               |
| 父 ミッキーアイル 2011 鹿毛 北海道安平町 | 父の父ディープインパクト 2002 鹿毛 北海道早来町     | *ウインドインハーヘア                       | Burghclere                                  |                     |
| 父 ミッキーアイル 2011 鹿毛 北海道安平町 | 父の母スターアイル Star Isle 2004 鹿毛 アイルランド | *ロックオブジブラルタル                     | *デインヒル                                 | *デインヒル         |
| 父 ミッキーアイル 2011 鹿毛 北海道安平町 | 父の母スターアイル Star Isle 2004 鹿毛 アイルランド | *ロックオブジブラルタル                     | Offshore Boom                               |                     |
| 父 ミッキーアイル 2011 鹿毛 北海道安平町 | 父の母スターアイル Star Isle 2004 鹿毛 アイルランド | アイルドフランス                            | Nureyev                                     | Nureyev             |
| 父 ミッキーアイル 2011 鹿毛 北海道安平町 | 父の母スターアイル Star Isle 2004 鹿毛 アイルランド | アイルドフランス                            | *ステラマドリッド                           |                     |
| 母 スーパーマダム 2010 鹿毛 北海道千歳市 | 母の父タニノギムレット 1999 鹿毛 北海道静内町       | *ブライアンズタイム                         | Roberto                                     | Roberto             |
| 母 スーパーマダム 2010 鹿毛 北海道千歳市 | 母の父タニノギムレット 1999 鹿毛 北海道静内町       | *ブライアンズタイム                         | Kelley's Day                                |                     |
| 母 スーパーマダム 2010 鹿毛 北海道千歳市 | 母の父タニノギムレット 1999 鹿毛 北海道静内町       | タニノクリスタル                            | *クリスタルパレス                           | *クリスタルパレス   |
| 母 スーパーマダム 2010 鹿毛 北海道千歳市 | 母の父タニノギムレット 1999 鹿毛 北海道静内町       | タニノクリスタル                            | *タニノシーバード                           |                     |
| 母 スーパーマダム 2010 鹿毛 北海道千歳市 | 母の母オメガフォーチュン 1997 黒鹿毛 北海道千歳市   | フジキセキ                                  | *サンデーサイレンス                         | *サンデーサイレンス |
| 母 スーパーマダム 2010 鹿毛 北海道千歳市 | 母の母オメガフォーチュン 1997 黒鹿毛 北海道千歳市   | フジキセキ                                  | *ミルレーサー                               |                     |
| 母 スーパーマダム 2010 鹿毛 北海道千歳市 | 母の母オメガフォーチュン 1997 黒鹿毛 北海道千歳市   | *エリンバード                               | Bluebird                                    | Bluebird            |
| 母 スーパーマダム 2010 鹿毛 北海道千歳市 | 母の母オメガフォーチュン 1997 黒鹿毛 北海道千歳市   | *エリンバード                               | Maid of Erin                                |                     |
| 母系(F-No.)                              | (FN:1-l)                                            | (FN:1-l)                                    | (FN:1-l)                                    |                     |
| 5代内の近親交配                          | サンデーサイレンス：3×4 Hail to Reason：5×5         | サンデーサイレンス：3×4 Hail to Reason：5×5 | サンデーサイレンス：3×4 Hail to Reason：5×5 |                     |
| 出典                                     | 1. 2.                                               | 1. 2.                                       | 1. 2.                                       | 1. 2.               |

- 主な近親にミュゼエイリアン（毎日杯）、エリンコート（優駿牝馬）。詳細はバレークイーン#その他の近親を参照。